# Bakerinulus
Bakerinulus is een geslacht van hooiwagens uit de familie Sclerosomatidae.
De wetenschappelijke naam Bakerinulus is voor het eerst geldig gepubliceerd door Roewer in 1955. 

## Soorten
Bakerinulus is monotypisch en omvat slechts de volgende soort:
- Bakerinulus luzonicus